# Krótki Parlament
Krótki Parlament (ang. Short Parliament) – określenie Parlamentu angielskiego obradującego od 13 kwietnia do 5 maja 1640 r. Zwołany został przez Karola I. Parlament odrzucił jego żądania uchwalenia podatków i wszczął krytykę polityki króla. Na skutek powstania silnej opozycji rozwiązany przez króla po 23 dniach obrad. Został zastąpiony przez zwołany w listopadzie tego roku Długi Parlament.